# Specifični impulz
Specifični impulz (oznaka Isp) je parameter, ki označuje učinkovitost (izkoristek) raketnih in reaktivnih motorjev. Podaja silo, ki jo proizvede motor na enoto časa in porabljenega goriva. Če je enota goriva podana v teži (kilopondi ali newtoni), potem ima specifični impulz enoto sekunde (s). Če pa je enota goriva dana kot masa (kilogrami), so enote specifičnega impulza v efektivni hitrosti. Za spreminanje enega v drugega se uporablja konstanto g.
Aktualna hitrost izpuha je povprečna hitrost izpuha, ki zapusti vozilo. Efektivna izpušna hitrost je izpušna hitrost, ki bi bila potrebna, da motor proizvede enak potisk v vakuumu. V primeru rakete v vakuumu sta enaka, se pa zelo razlikujeta v primeru reaktivnega motorja, ki uporablja zrak kot oksidator. Pri slednjem dobi večji potisk, ker pospešuje tudi zrak. Specifični impulz in effektivna hitrost izpuha sta proporcionalna.
Večji kot je specifični impulz, manjša je poraba pogonskega goriva. SFC (Specific Fuel Consumption) – specifična poraba goriva.

## Zgledi specifičnih impulzov različnih motorjev
| tip motorja                    | zgled                              | SFC [g/(kN·s)] | specifični impulz [s] | efektivna izpušna hitrost [m/s] |
| ------------------------------ | ---------------------------------- | -------------- | --------------------- | ------------------------------- |
| raketni motor SSME             | raketoplan Space shuttle v vakuumu | 225            | 453                   | 4.423                           |
| potisna cev                    | Mach 1                             | 127            | 800                   | 7.877                           |
| raketni motor NK-33            | raketa N-1 v vakuumu               | 309            | 331                   | 3.240                           |
| reaktivni motor J-58           | SR-71 pri Mach 3,2                 | 538            | 1.900                 | 18.587                          |
| Rolls-Royce/Snecma Olympus 593 | Concorde pri Mach 2                | 33 8           | 3.012                 | 29.553                          |
| turbofan CF6-80C2B1F           | Boeing 747-400 na višini 10 km     | 17,1           | 5.950                 | 58.400                          |
| turbofan CF6                   | na višini morja                    | 8.696          | 11.700                | 115.000                         |

## Enačbe
{\displaystyle F_{\rm {p}}=g_{0}\,I_{\rm {sp}}{\frac {\mathrm {d} m}{\mathrm {d} t}}\!\,,}
kjer je:
- {\displaystyle F_{\rm {p}}\!\,} – potisk motorja [N]
- {\displaystyle I_{\rm {sp}}} – specifični impulz [s]
- {\displaystyle \mathrm {d} m/\mathrm {d} t\!\,} – masni pretok goriva [kg/s] ([lb/s])
- {\displaystyle g_{0}} – gravitacijski pospešek [m/s2] (9,81 m/s2)

Za spreminjanje v efektivno izpušno hitrost:
{\displaystyle v_{\rm {e}}=g_{0}I_{\rm {sp}}\!\,.}